# Jovnna-Ánde Vest
Jovnna-Ánde Vest, född 14 juni 1948 i Utsjoki kommun i Finland, är en samiskspråkig författare.
Jovnna-Ánde Vest är uppvuxen i byn Roavesavvon i Tanadalen och skriver på nordsamiska. Han romandebuterade med Čáhcegáddái nohká boazobálggis ("Renstråket slutar vid stranden"), vilken vann det första samiska romanpriset. Hans bok Arvingarna 3 blev 2006 nominerad till Nordiska rådets litteraturpris. Den ingår i en romantrilogi om livet i en lilla samisk by, och är den första färdigutgivna romantrilogin på nordsamiska.
Han bor i Paris.